# Esenzione presidenziale

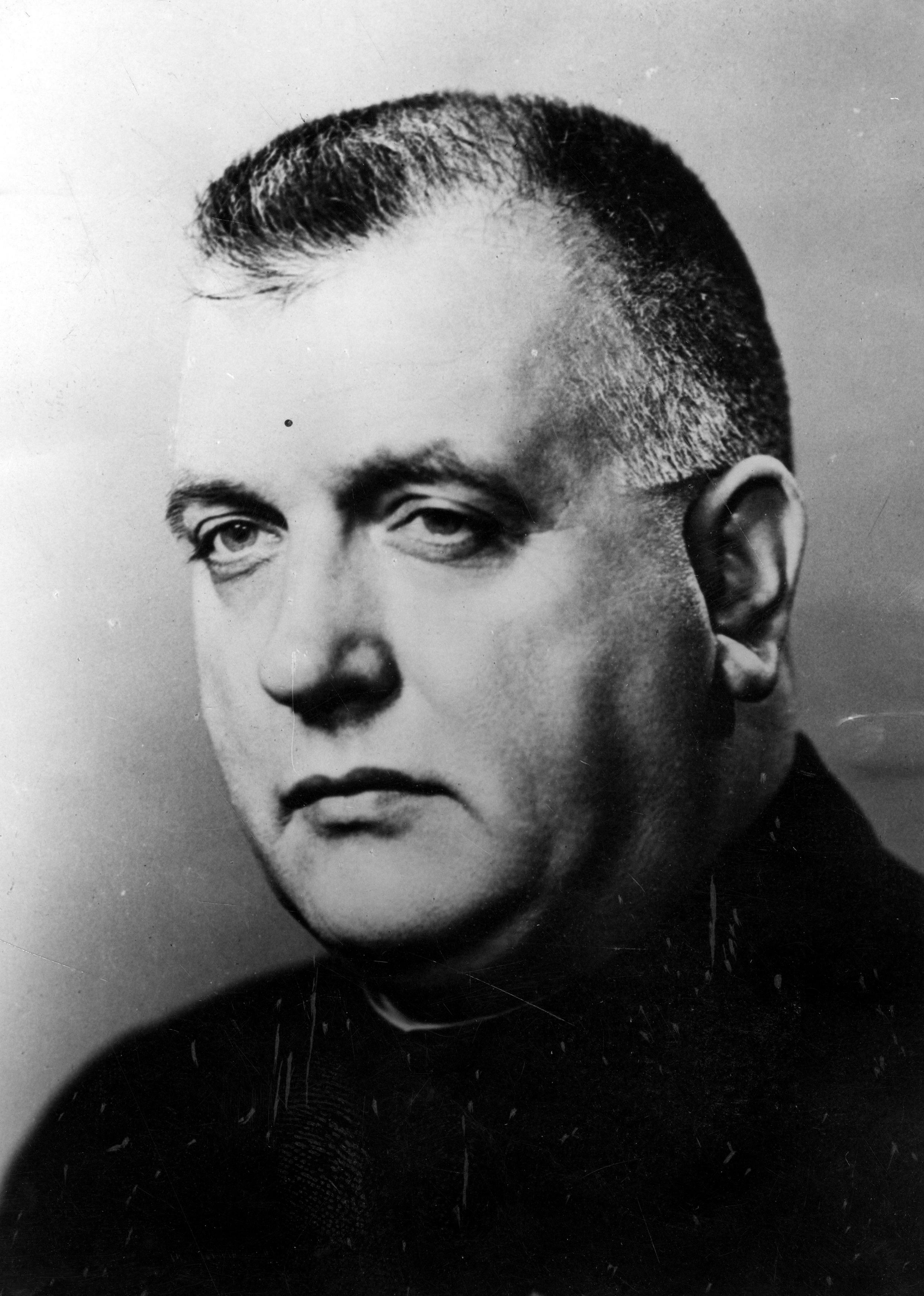
Jozef Tiso, nel 1936.

L'esenzione presidenziale (in slovacco prezidentská výnimka) fu un atto del presidente slovacco Jozef Tiso, che risparmiava singoli ebrei dalla persecuzione sistematica attuata con la legislazione antiebraica introdotta dal Codice ebraico dello stesso Tiso, modellato sulle leggi di Norimberga. Le esenzioni venivano rilasciate dietro pagamento di somme arbitrarie. Su circa 20.000 richieste furono concesse 600 esenzioni documentate per 1.000 persone, ma solo dopo il 1942, quando le deportazioni nel campo di sterminio di Auschwitz erano già cessate. Dopo l'invasione tedesca del 1944, quando le deportazioni ripresero, tutte le esenzioni furono annullate.

## Contesto storico
Nel marzo 1939 la Slovacchia dichiarò l'indipendenza dalla Cecoslovacchia, e la Germania nazista invase lo stato ceco. Nell'ottobre 1939 Jozef Tiso, un prete cattolico, divenne presidente della Slovacchia.
Il nuovo stato iniziò immediatamente ad attuare le misure antiebraiche: per sistematizzare la legislazione antisemita, il 9 settembre 1941 i legislatori slovacchi approvarono il Codice ebraico: 270 articoli basati sulle leggi di Norimberga, in gran parte incentrati sull'eliminazione degli ebrei dall'economia. Il Codice definì gli ebrei in termini di ascendenza, vietò i matrimoni misti, obbligò tutti gli ebrei di età superiore a sei anni ad indossare la fascia gialla al braccio, li escluse dalla vita pubblica vietando loro di viaggiare e di fare acquisti in determinati orari, di usare radio e telefono, di far parte di qualsiasi club privato od organizzazione pubblica.
La propaganda slovacca dichiarò il Codice ebraico l'insieme di leggi antiebraiche più severo in Europa; tuttavia la stessa legislazione dava al presidente la possibilità di esentare qualsiasi ebreo dagli effetti della legge.

## Esenzioni
Dopo l'approvazione del Codice ebraico Tiso fu sommerso dalle richieste di esenzione, che aumentarono durante la deportazione nel 1942, arrivando a 20.000. Ogni singola esenzione proteggeva il titolare e i suoi parenti stretti; poteva essere revocata a piacimento ed era soggetta al pagamento di un importo tra 1.000 e 500.000 corone slovacche come spese amministrative. (Dopo la guerra Tiso riferì di aver addebitato di regola 10.000-15.000 corone).
Degli esentati definiti ebrei in base ai criteri razziali solo il 6% era di fede ebraica e la maggior parte era stata battezzata prima del 1939. Almeno il 38% aveva contratto matrimoni misti con "ariani". La storica slovacca Martina Fiamová scrisse che Tiso accordava le esenzioni solo agli ebrei "moralmente e politicamente affidabili" che contribuivano alle cause cattoliche. I titolari erano ben istruiti, molti con carriere professionali avviate, nonché utili allo Stato slovacco: ad esempio, su 125 richieste di medici ebrei 80 furono accolte. Secondo lo storico americano James Ward, la prassi nella maggior parte dei casi era quella di concedere esenzioni "solo agli ebrei assimilati e cristiani, oltre che ritenuti economicamente utili".
Pur concessa, di per sé l’esenzione presidenziale non garantiva però la protezione, e le autorità locali a volte ne deportavano i titolari. Molti furono deportati prima che la loro richiesta potesse essere esaminata o approvata. Al termine delle deportazioni in Slovacchia erano presenti legalmente 18.945 ebrei, di cui 1.000 protetti da esenzioni presidenziali. Secondo lo studio di Ward, tre quarti di questi non erano in pericolo di deportazione. La maggior parte delle esenzioni furono concesse nel 1943, a deportazioni finite, e, secondo la ricerca di Ivan Kamenec, riguardarono ben 6.000 persone.
Sebbene esonerassero il titolare da alcuni obblighi derivanti dal Codice ebraico, queste esenzioni non salvarono la vita a nessuno. Non furono rispettate dopo l'invasione tedesca della Slovacchia nell'agosto 1944, durante la quale circa la metà degli ebrei rimasti furono deportati e assassinati. Arrabbiato per il fatto che alcuni titolari di esenzione si erano uniti ai partigiani, Tiso ne revocò molte.

## Effetti
Valutare il vero valore umanitario delle esenzioni è difficile: potevano essere revocate in qualsiasi momento e in alcuni casi venivano ignorate dalle autorità nonostante il pagamento. La stragrande maggioranza fu concessa ai convertiti al cristianesimo prima del 1939 perché definiti ebrei solo in base ai criteri di razza; solo il 6% dei titolari praticava attivamente la fede ebraica, il 40% era coniugato con "ariani". Molte furono rilasciate ai professionisti altamente qualificati, come i medici, preziosi durante lo sforzo bellico slovacco.
Secondo Ward, grazie alle esenzioni Tiso poté presentarsi come protettore degli ebrei senza concedere nulla di significativo nell'ambito delle politiche antisemite e legittimarsi così come cristiano senza dissociarsi dai suoi sostenitori nazisti.
È stata documentata l'uccisione di 68.000 - 71.000 ebrei slovacchi, circa l’80% della popolazione prebellica. Le esenzioni sono ancora al centro di un dibattito storico e politico nella moderna Slovacchia. Nel tentativo di riabilitare la reputazione di Tiso e dello Stato, alcuni gruppi politici, in particolare Milan Stanislav Ďurica e ultranazionalisti slovacchi, le usano come prova dell'intenzione di Tiso e del suo regime di proteggere gli ebrei, affermando che ne furono salvati fino a 35.000, cifra contestata dagli storici dell'Olocausto per la mancanza di prove documentate in più di 600 casi di esenzione, corrispondente all'1% della popolazione ebraica, il che fa pensare a stime esagerate. Ad ogni modo, questa campagna mediatica risulta poco rilevante per la maggioranza degli slovacchi: secondo un sondaggio del 2005, solo il 5% vedeva Tiso "molto favorevolmente".
Ward rileva che le prove relative al numero di esenzioni concesse sono "dirette e indiscutibili". Un controverso libro di Ďurica che presentava Tiso e i suoi collaboratori come "salvatori della popolazione ebraica" è stato aspramente criticato dagli storici e successivamente ritrattato.